# Třeslice
Třeslice (Briza) je rod trav, tedy z čeledi lipnicovitých (Poaceae). Jedná se o jednoleté nebo vytrvalé byliny. Jsou trsnaté nebo i výběžkaté. Stébla jsou 5–100 cm vysoká. Listy jsou ploché, 1–10 mm široké, na vnější straně listu se při bázi nachází jazýček. Květy jsou v kláscích, které tvoří latu s tenkými větévkami. Klásky jsou 2,5–25 mm dlouhé, zboku smáčklé, široce až vejčitě srdčité, zpravidla mnohokvěté (4-20 květů). Na bázi klásku jsou 2 plevy, které jsou přibližně stejné, bez osin. Pluchy jsou stejně široké jak dlouhé, bez osin. Plušky jsou krátké, dvoukýlné. Plodem je obilka. Na světě se vyskytuje cca 16 druhů, rozšířené hlavně v mírném pásu severní polokoule a J. Americe, adventivně i jinde.

## Druhy rostoucí v Česku
V České republice je původní pouze 1 druh: třeslice prostřední (Briza media). Je to hojný druh sušších luk a pastvin. Větší klásky má třeslice větší (Briza maxima), která se pěstuje jako okrasná rostlina a vzácně zplaňuje. Výjimečně k nám bývá zavlékána i třeslice menší (Briza minor). Oba nepůvodní druhy mají domov v J Evropě.